# 棱角媒體
《棱角媒體》（英語：The Points）是一家由全球香港人合辦的中文網路媒體，以24小時全球輪班制，編採各地新聞及專題，從香港人視角報導世界大事與全球香港人故事。是由流散在台灣、英國、美國、加拿大、澳洲等國的前香港新聞工作者共同成立，他們不甘於當今香港政府摧毀新聞自由，設立媒體目的要盡一己之力，持續監察「早已面目全非的香港社會百態」，期許棱角廣開言路，成為「獨立媒體人的自由參與媒體平台」。
聯合創立者包括來自《蘋果日報》、《香港電台RTHK》、《TVB》、《有線新聞》、《壹週刊》等傳媒人。總編輯潘麗貞曾任職壹傳媒集團，她介紹創辦棱角的初衷，在2020年港版國安法實施後，蘋果日報、立場新聞等媒體相繼被關閉，記者媒體人被迫離職、或離開香港流散各地，因此有念頭希望把流散各地的媒體人重新聚集，並在危機中「嘗試創造一些機會」。潘麗貞指出，流散異地的香港人各種負擔沉重，還要面對「海量的建制派媒體對他們冷嘲熱諷」，因此建立支持自由民主的新興網路媒體就更重要，以抵制帶有誤導性質的資訊氾濫

## 外部連結
- 官方网站